# Xiaolu Guo
Xiaolu Guo (en chino tradicional, 郭小櫓; en chino simplificado, 郭小橹; pinyin, Guō Xiǎolǔ) nació en 1973) y es una novelista y directora de cine de origen chino. Xiaolu utiliza el cine y la literatura para explorar temas como el aislamiento social, la memoria, los viajes personales, las tragedias diarias y su propia versión de la historia de China y su futuro. Xiaolu Guo escribe tanto en chino como en inglés. En 2013 fue nombrada una de las mejores jóvenes novelistas de Granta, una lista que aparece una vez cada 10 años.

## Carrera
Guo ha participado como jueza en varios paneles del Premio Independent Foreign Fiction en 2016, además de jueza para los Financial Times Emerging Voices Awards. Es además profesora honoraria de la Universidad de Nottingham. En la novela de 2008, A Concise Chinese-English Dictionary For Lovers, Guo cuenta la historia de una joven china en Londres que conoce a un joven inglés; ambos exploran su propia identidad. La historia está escrita de un modo confuso al principio, con un inglés pobre que gradualmente mejora. En una reseña del libro por parte del diario The Guardian dijeron que "Guo sabe contar una historia de una manera que solo los grandes pueden hacerlo, ella lo hace bien y es uno de sus puntos fuertes". Para la novela de 2015, I Am China, cuenta la historia de una traductora literaria que vive en Londres, encargada de traducir una colección de cartas de un músico chino. Este libro fue uno de los mejores elegidos por NPR's Best Books.

### Obra literaria
- Lovers in the Age of Indifference (2010)
- UFO in Her Eyes (2009)
- 20 Fragments of a Ravenous Youth (2008)
- Breve diccionario chino-inglés para enamorados (2007)
- Village of Stone (我心中的石头镇 Wo xinzhong de shitou zhen) (2003)
- Movie Map (电影地图 Dianying ditu) (2001)
- Film Notes (电影理论笔记 Dianying lilun biji) (2001)
- Fenfang's 37.2 Degrees (芬芳的37.2度 Fenfang de 37.2) (2000)
- Who is my mother's boyfriend? (我妈妈的男朋友是谁？ Wo mama de nanpengyou shi shei?) (1999)

### Premios literarios
Su tercera novel, Breve diccionario chino-inglés para enamorados, inspirada en el seminario Le discours amoureux de Roland Barthes y escrita originalmente en inglés, fue nominada a los premios Orange Prize for Fiction del 2007 y ha sido traducida a 26 lenguas. En 2005 ganó el Pearl Award (Gran Bretaña=.

## Filmografía

### Filmografía como directora/productora
- UFO in Her Eyes (2011)
- Ella, una joven china (2009)
- Once upon a time Proletarian (2009)
- An Archeologist's Sunday (2008)
- We Went to Wonderland (2008)
- Address Unknown (2007)
- How Is Your Fish Today? (2006)
- The Concrete Revolution (2004)
- Far and Near (2003)

### Filmografía como guionista
- The House (Menghuan tianyuan) (1999)
- Love in the Internet Age (Wangluo shidai de aiqing) (1998)

### Premios cinematográficos
- Ella, una joven china:
  - Leopardo de oro (máximo galardón) en el Festival Internacional de Cine de Locarno 2009
- How Is Your Fish Today?:
  - Grand Prix, en el Festival Internacional de Cine de Mujeres de Créteil 2007;
  - nominada en Festival de Cine de Sundance 2007;
  - mención especial en el Festival Internacional de Cine de Róterdam 2007, en el Festival de cine de Pesaro y de Fribourg 2007
- The Concrete Revolution:
  - Grand Prix, Festival Internacional de Cine sobre derechos humanos, París 2005;
  - premio especial del jurado en el Festival EBS Internacional de documentales, Seúl 2005
- Far and Near:
  - ICA premio futuro de Beck 2003, Institute of Contemporary Arts, Londres